# Бонония
Вижте пояснителната страница за други значения на Бонония.
Бонония е бивш древноримски военен лагер (I – II век), после укрепен град (II – VI в.), съществувал на територията на Стария град (Калето) на днешния Видин.
Археологическият обект „Антична Бонония“ е обявен за паметник на културата от национално значение през 2017 г.

## История
Възниква във втората половина на І век като лагер на римска кохорта или помощна военна част, изграждаща крайдунавския път. Ползва се като кастел и пътна станция на римската провинция Мизия.
През ІІ – ІІІ в. градът бележи разцвет, пристанището обслужва дунавския търговски флот. В края на ІІІ – началото на ІV в. има солидна система от укрепления, поради което е причисляван към големите градски центрове на империята.
Античният град е превзет и опустошен от аварите през VI в. Нейни основи са ползвани за средновековна българска крепост с по-голяма площ.

## Проучвания
Археологически проучвания на крепостта започват от 1988 – 1989 г., когато е открита част от западната стена с кула № 8 при строителството в квартала на жилищен блок край СПТУ „Вела Пискова“ (днес ПГ по туризъм „Михалаки Георгиев“). От 2014 г. ежегодно се правят археологически разкопки от екип на Националния археологически институт с музей (НАИМ) и местния Регионален исторически музей, ръководени от археолога доц. Здравко Димитров от НАИМ. Под училището е открита кула № 4.

## Градска крепост
Бонония е считана за най-голямата римска крепост по Долен Дунав. Крепостната система представлява правоъгълник с площ около 20 хектара. Северната стена е с дължина около 365 метра, а на западната е към 600 м. Разкрити са 9 кръгли кули с диаметър 19 м и дебелина на стените 3,7 м. На западната стена (вероятно край входната порта) е най-голямата крепостна кула в региона – кула № 8, 10-ъгълна, с диаметър 35 метра, с широка 4 м стена.